# Thunderbolt Display
Apple Thunderbolt Display — ЖК-дисплей, продававшийся компанией Apple Inc., представленный 20 июля 2011 года и производившийся до 2016 года. Единственный дисплей, пришедший на смену Apple LED Cinema Display. Одной из новинок в этом устройстве стал переход от Mini DisplayPort и USB к одному Thunderbolt для передачи данных между компьютером и дисплеем. Увеличенная пропускная способность интерфейса Thunderbolt позволяла добавить порты Gigabit Ethernet и FireWire 800 к этому дисплею.
Старые модели компьютеров Mac с Mini DisplayPort, включая все модели, представленные в 2010 году, несовместимы с этим дисплеем.

## 27" модель
Так же, как и у предшественника, разрешение 27-дюймовой модели составляло 2560×1440 пикселей, а соотношение сторон экрана — 16:9. Изготовлялся из стекла и алюминия в стиле сопутствующих поколений iMac и MacBook Pro. Имел встроенную камеру FaceTime HD 720р (которая заменяет iSight в предыдущем поколении), микрофон и звуковую стерео систему с сабвуфером. В заднюю часть дисплея вмонтирован кабель, совмещающий в себе Thunderbolt и порт MagSafe, который мог использоваться для зарядки ноутбуков. Также на задней части расположены отдельный Thunderbolt порт, порт FireWire 800, 3 разъёма USB 2.0 и порт Gigabit Ethernet.
Интерфейс Thunderbolt позволял реализовывать последовательное подключение других устройств с разъёмом Thunderbolt, например другие Thunderbolt дисплеи или внешние жесткие диски.

## Обратная совместимость
Из-за нового интерфейса подключения Thunderbolt нет обратной совместимости с предыдущими стандартами, включая VGA, DVI и DisplayPort
, то есть, Thunderbolt Display не может быть подключен к компьютеру без Thunderbolt, включая все Mac до 2011 года и подавляющее большинство компьютеров.
Дисплей совместим с USB Type-C через тщательно подобранный переходник.

## Использование нескольких дисплеев
- MacBook Air (Mid 2011): 1+1: можно использовать только один дисплей Thunderbolt, в дополнение к дисплею самого MacBook Air.[5][6]
- MacBook Air (Mid 2012): 2+1: можно подключить 2 Thunderbolt Display последовательно, в дополнение к дисплею самого MacBook Air.[7]
- Macbook Pro (2011): 2: можно подключить до 2 дисплеев последовательно, но дисплей ноутбука может отключиться.[6][8]
- Macbook Pro (2012): 2+2: можно модключить до 2 дисплеев последовательно через Thunderbolt и 1 через HDMI, в дополнение к дисплею ноутбука.[9][10]
- Mac Pro (Late 2013): 6: можно подключить до 6 дисплеев через Thunderbolt.[11]

## Технические характеристики
| Модель                                  | Apple Thunderbolt Display (27 дюймов) |
| --------------------------------------- | --- |
| Дата выпуска                            | 20 Июля 2011 г. |
| Прекращение производства                | 23 Июня 2016 г. |
| Номер модели                            | MC914 |
| Дисплей                                 | 27 дюймов, TFT IPS с активной матрицей LCD, с глянцевым покрытием, с разрешением QHD (2560x1440 пикселей), LED с подсветкой по краям                    |
| Дисплей                                 | Соотношение сторон 16:9 (широкоформатный) |
| Плотность пикселей (в пикселях на дюйм) | 109 |
| Время отклика                           | 12 мс |
| Частота обновления                      | 59.95 Hz |
| Цвета                                   | 16.7 миллионов (максимум) True Color |
| Коэффициент контрастности               | 1000:1 |
| Яркость                                 | 375 кд/м2 |
| Углы обзора                             | 178° по горизонтали; 178° по вертикали |
| Питание                                 | Разъем IEC 60320 C7, 100—240 В переменного тока @ 50–60 Hz (до 250 Вт при зарядке MacBook Pro через MagSafe, 2 Вт или меньше в режиме энергосбережения) |
| Материал                                | Алюминиевая рамка и стеклянная лицевая панель |
| Видео вход                              | 1× провод Thunderbolt без дополнительного питания |
| Аудио выход                             | 2.1-канальная акустическая система (49 Вт) |
| Другие интерфейсы                       | 1× разъем Thunderbolt с дополнительным питанием, 3× порта USB 2.0, 1× FireWire 800 , 1× Gigabit Ethernet                                                |
| Разное                                  | 1.3 м. неразъемный кабель с MagSafe (до 85 Вт) и Thunderbolt, Kensington Security Slot, 720p FaceTime HD камера с микрофоном                            |
| Размеры (В × Ш × Г, с подставкой)       | 19.35 дюймов × 25.7 дюймов × 8.15 дюймов (49.1 см × 65.0 см × 20.7 см)                                                                                  |
| Вес                                     | 23.5 фунтов (10.8 кг) |
| Системные требования                    | OS X v10.6.8 и выше, порт Thunderbolt |